# Савез комуниста Црне Горе
Савез комуниста Црне Горе (скраћено СК ЦГ) био је друштвено-политичка организација, која је од 1948. до 1991. владала у Социјалистичкој Републици Црној Гори, као републичка организација Савеза комуниста Југославије (СКЈ).
Основан је октобра 1948. под називом Комунистичка партија Црне Горе (КП ЦГ) од дотадашњег Покрајинског комитета КПЈ за Црну Гору, који је од оснивања КП Југославије деловао на подручју Црне Горе. У току Другог светског рата, 1941—1945. организовао је и руководио Народноослободилачком борбом у Црној Гори, током које је дошао на власт.
Одлукама Шестог конгреса КПЈ, новембра 1952. преименован је у Савез комуниста Црне Горе. Након прекида 14. конгреса и распада СКЈ, на Једанаестом конгресу 22. јуна 1991. променио је назив у Демократска партија социјалиста Црне Горе (ДПС ЦГ).
Од краја Другог светског рата, 1945. до почетка распада Југославије, 1990. био је водећа друштвено-политичка организација у Црној Гори и имао апсолутну власт. На првим вишепартијским изборима у Црној Гори, одржаним децембра 1990. СК ЦГ освојио је 56% гласова, односно 83 (од 125) посланичких места и успео да сачува апсолутну власт.

## Историја
Пре званичног оснивања Комунистичке партије Црне Горе, 1948. године, на простору Црне Горе деловала је Покрајинска организација КПЈ, а њене прве активности јављају се уочи избора за Уставотворну скупштину, који су одржани у новембра 1920. године. Након забране деловања Комунистичке партије, 1921. њене организације наставиле су са илегалним деловањем. За време постојања Краљевине СХС/Југославије, руководства локалних организација КПЈ на подручју Црне Горе залагала су се промену државног уређења путем укидања монархије и стварања федералне републике, а у појединим периодима заговарано је и потпуно разбијање државе путем стварања независних република, међу којима би била и Црна Гора. У исто време, заговарано је и стварање посебне црногорске нације.
Према стању из 1980. године, Савез комуниста Црне Горе имао је 72.009 чланова.
На првим вишестраначким изборима у Црној Гори децембра 1990. године СК Црне Горе је убедљиво победио, освојивши 56,2% гласова.
Јуна 1991. године Савез комуниста Црне Горе је променио назив у Демократска партија социјалиста, под којим и данас делује.

## Конгреси и Конференције

### Конференције ПК КПЈ за Црну Гору
Списак Обласних и Покрајинских конференција КПЈ за Црну Гору одржаних од 1919. до 1940. године:
- Прва обласна (покрајинска) конференција СРПЈ(к) за Црну Гору — одржана 4. априла 1920. у Подгорици[2]
- Друга обласна (покрајинска) конференција КПЈ за Црну Гору — одржана 31. октобра 1920. у Подгорици[2]
- Трећа покрајинска конференција КПЈ за Црну Гору — одржана 24. фебруара 1924.[3]
- Четврта покрајинска конференција КПЈ за Црну Гору — одржана новембра 1925. у Подгорици[4]
- Пета покрајинска конференција КПЈ за Црну Гору — одржана 21. октобра 1928. у Подгорици[5]
- Шеста покрајинска конференција КПЈ за Црну Гору — одржана октобра 1932. у Котору[6]
- Седма покрајинска конференција КПЈ за Црну Гору — одржана 30. августа 1934. у Подгорици[7]
- Осма покрајинска конференција КПЈ за Црну Гору, Боку, Санџак и Косово и Метохију — одржана од 7. до 9. августа 1940. у Жугића Барама, код Жабљака[8]

### Конгреси КП и СК Црне Горе
- Први (оснивачки) конгрес КП Црне Горе — одржан од 4. до 7. октобра 1948. на Цетињу
- Други конгрес СК Црне Горе — одржан од 20. до 22. октобра 1954. у Титограду
- Трећи конгрес СК Црне Горе — одржан од 1. до 3. јула 1959. у Титограду
- Четврти конгрес СК Црне Горе — одржан од 15. до 17. марта 1965. у Титограду
- Пети конгрес СК Црне Горе — одржан од 12. до 14. децембра 1968. у Титограду
- Шести конгрес СК Црне Горе — одржан од 4. до 5. априла 1974. у Титограду
- Седми конгрес СК Црне Горе — одржан од 24. до 26. априла 1978. у Титограду
- Осми конгрес СК Црне Горе — одржан од 27. до 28. априла 1982. у Титограду
- Девети конгрес СК Црне Горе — одржан од 22. до 23. априла 1986. у Титограду
- Десети (ванредни) конгрес СК Црне Горе — одржан од 26. до 28. априла 1989. године у Титограду
- Једанаести конгрес СК Црне Горе — одржан 20. октобра 1990. у Титограду (Конгрес је настављен 22. јуна 1991. као Први конгрес Демократске партије социјалиста).

## Лидери

### Лидери 1920—1948.
| Преглед руководећих личности Покрајинског комитета КПЈ за Црну Гору | Преглед руководећих личности Покрајинског комитета КПЈ за Црну Гору | Преглед руководећих личности Покрајинског комитета КПЈ за Црну Гору | Преглед руководећих личности Покрајинског комитета КПЈ за Црну Гору |
| име и презиме                                                       | Почетак мандата                                                     | крај мандата                                                        | напомена                                                            |
| Секретари Покрајинског комитета КПЈ за Црну Гору                    | Секретари Покрајинског комитета КПЈ за Црну Гору                    | Секретари Покрајинског комитета КПЈ за Црну Гору                    | Секретари Покрајинског комитета КПЈ за Црну Гору                    |
| ------------------------------------------------------------------- | ------------------------------------------------------------------- | ------------------------------------------------------------------- | ------------------------------------------------------------------- |
| Јован Томашевић                                                     | 4. април 1920.                                                      | фебруар 1924.                                                       | умро 3. априла 1924.                                                |
| Станко Драгојевић                                                   | 24. фебруар 1924.                                                   | крај 1924.                                                          |                                                                     |
| Алекса Павићевић                                                    | крај 1924.                                                          | новембар 1925.                                                      |                                                                     |
| Никола Ковачевић                                                    | новембар 1925.                                                      | фебруар 1928.                                                       |                                                                     |
| Ниша Милановић                                                      | октобар 1928.                                                       | јула 1929.                                                          | ухапшен                                                             |
| Адолф Мук                                                           | половина 1930.                                                      | октобар 1930.                                                       |                                                                     |
| Божо Љумовић                                                        | октобар 1932.                                                       |                                                                     |                                                                     |
| Никола Лекић                                                        | 30. август 1934.                                                    | половина 1936.                                                      | емигрирао                                                           |
| Божо Љумовић                                                        | 9. август 1940.                                                     | 1942.                                                               |                                                                     |
| Блажо Јовановић                                                     | мај 1943.                                                           | 7. октобар 1948.                                                    | функцију наставио као секретар Централног комитета                  |

### Лидери 1948—1991.
| Преглед руководећих личности КП Црне Горе / СК Црне Горе | Преглед руководећих личности КП Црне Горе / СК Црне Горе | Преглед руководећих личности КП Црне Горе / СК Црне Горе | Преглед руководећих личности КП Црне Горе / СК Црне Горе | Преглед руководећих личности КП Црне Горе / СК Црне Горе | Преглед руководећих личности КП Црне Горе / СК Црне Горе |
| конгресни период                                         | број                                                     | име и презиме                                            | назив функције                                           | назив функције                                           | напомена                                                 |
| конгресни период                                         | број                                                     | име и презиме                                            | почетак мандата                                          | крај мандата                                             | напомена                                                 |
| -------------------------------------------------------- | -------------------------------------------------------- | -------------------------------------------------------- | -------------------------------------------------------- | -------------------------------------------------------- | -------------------------------------------------------- |
| 1 конгрес КП ЦГ 1948—1954.                               |                                                          |                                                          |                                                          |                                                          |                                                          |
| 1                                                        | Блажо Јовановић                                          | секретар Централног комитета 1948—1966.                  | секретар Централног комитета 1948—1966.                  |                                                          |                                                          |
| 1                                                        | Блажо Јовановић                                          | 7. октобар 1948.                                         | 22. октобар 1954.                                        |                                                          |                                                          |
| 1                                                        | Блажо Јовановић                                          | 2 конгрес СК ЦГ 1954—1959.                               | 22. октобар 1954.                                        | 3. јул 1959.                                             |                                                          |
| 1                                                        | Блажо Јовановић                                          | 3 конгрес СК ЦГ 1959—1965.                               | 3. јул 1959.                                             | 26. јун 1963.                                            |                                                          |
| 2                                                        | Ђорђије Пајковић                                         | 3 конгрес СК ЦГ 1959—1965.                               | 26. јун 1963.                                            | 17. март 1965.                                           |                                                          |
| 2                                                        | Ђорђије Пајковић                                         | 4 конгрес СК ЦГ 1965—1968.                               |                                                          |                                                          |                                                          |
| 2                                                        | Ђорђије Пајковић                                         | 17. март 1965.                                           | 14. новембар 1966.                                       |                                                          |                                                          |
| 2                                                        | Ђорђије Пајковић                                         | председник Централног комитета 1966—1982.                |                                                          |                                                          |                                                          |
| 2                                                        | Ђорђије Пајковић                                         | 14. новембар 1966.                                       | 14. децембар 1968.                                       |                                                          |                                                          |
| 5 конгрес СК ЦГ 1968—1974.                               | 3                                                        | Веселин Ђурановић                                        | 14. децембар 1968.                                       | 5. април 1974.                                           |                                                          |
| 6 конгрес СК ЦГ 1974—1978.                               | 3                                                        | Веселин Ђурановић                                        | 5. април 1974.                                           | 21. март 1977.                                           |                                                          |
| 6 конгрес СК ЦГ 1974—1978.                               | 4                                                        | Војислав Срзентић                                        | 21. март 1977.                                           | 26. април 1978.                                          |                                                          |
| 7 конгрес СК ЦГ 1978—1982.                               | 4                                                        | Војислав Срзентић                                        | 26. април 1978.                                          | 28. април 1982.                                          |                                                          |
| 8 конгрес СК ЦГ 1982—1986.                               | 5                                                        | Доброслав Ћулафић                                        | председник Председништва Централног комитета 1982—1991.  | председник Председништва Централног комитета 1982—1991.  |                                                          |
| 8 конгрес СК ЦГ 1982—1986.                               | 5                                                        | Доброслав Ћулафић                                        | 28. април 1982.                                          | 27. април 1983.                                          |                                                          |
| 8 конгрес СК ЦГ 1982—1986.                               | 5                                                        | Доброслав Ћулафић                                        | 27. април 1983.                                          | 4. мај 1984.                                             |                                                          |
| 8 конгрес СК ЦГ 1982—1986.                               | 6                                                        | Видоје Жарковић                                          | 4. мај 1984.                                             | 29. октобар 1984.                                        |                                                          |
| 8 конгрес СК ЦГ 1982—1986.                               | 7                                                        | Марко Орландић                                           | 29. октобар 1984.                                        | 23. април 1986.                                          |                                                          |
| 9 конгрес СК ЦГ 1986—1989.                               |                                                          |                                                          |                                                          |                                                          |                                                          |
| 8                                                        | Миљан Радовић                                            | 23. април 1986.                                          | 11. јануар 1989.                                         | поднео оставку                                           |                                                          |
| /                                                        | Веселин Вукотић (в.д.)                                   | 19. јануар 1989.                                         | 28. април 1989.                                          | вршилац дужности као координатор Председништва ЦК        |                                                          |
| 10 конгрес СК ЦГ 1989—1990.                              | 9                                                        | Момир Булатовић                                          | 28. април 1989.                                          | 20. октобар 1990.                                        |                                                          |
| 11 конгрес СК ЦГ 1990—1991.                              | 9                                                        | Момир Булатовић                                          | 20. октобар 1990.                                        | 22. јун 1991.                                            |                                                          |